# Juris Maklakovs

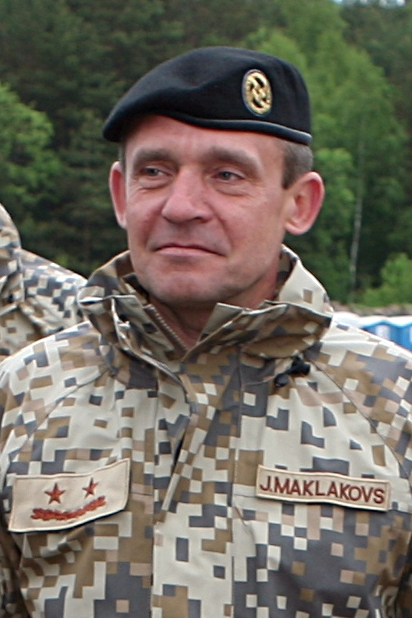
Juris Maklakovs (2010; als Befehlshaber der Streitkräfte)

Juris Maklakovs (* 27. Oktober 1964 in Nuķši) ist ein lettischer Botschafter und ehemaliger Generalmajor. Von 2006 bis 2010 war er der militärische Befehlshaber der lettischen Nationalen Streitkräfte. Danach war er von 2011 bis 2019 als Botschafter seines Heimatlandes tätig.

## Leben
Juris Maklakovs wurde 1964 in Nuķši, im Ludzas novads, in der damaligen Lettischen SSR geboren. 

### Militärische Laufbahn
Beförderungen
sowjetische Streitkräfte
- Leutnant (1985)
- Oberleutnant (1987)

lettische Streitkräfte
- Oberleutnant (1992)
- Hauptmann (1993)
- Major (1994)
- Oberstleutnant (1998)
- Oberst (2004)
- Brigadegeneral (2006)
- Generalmajor (2008)

In den Jahren 1982 bis 1985 besuchte Juris Maklakovs die Technikschule der sowjetischen Luftstreitkräfte in Kaliningrad und wurde dort zum Offizier ausgebildet. Nach Verwendung bei der Truppe folgte diesem von 1988 bis 1992 ein weiteres Studium in Moskau.
Nachdem sein Heimatland Lettland seine Souveränität  wiedererlangt hatte, war er ab 1992 in verschiedenen Positionen an der neu aufgebauten Militärakademie des Landes tätig (anfangs als Dozent, zuletzt als deren Kommandant). In den Jahren 2003 bis 2004 besuchte er selbst ein Aufbaustudium am United States Army War College und übernahm im Anschluss den Posten des Befehlshabers der lettischen Luftstreitkräfte. 
Am 30. Juni 2006 wurde er zum Brigadegeneral befördert und übernahm kurz darauf das Amt des militärischen Oberbefehlshabers der lettischen Streitkräfte von seinem Vorgänger Gaidis Andrejs Zeibots. Im Februar 2008 wurde er zum Generalmajor befördert.  Nach der üblichen vierjährigen Dienstzeit schied er im Juli 2010 aus dem Amt des Befehlshabers aus – sein Nachfolger wurde Raimonds Graube.

### Diplomatische Laufbahn
Nach seiner Amtszeit als Befehlshaber der Streitkräfte fand Maklakovs ab August 2010 im lettischen Außenministerium eine neue Verwendung. Von 2011 bis 2015 war er Botschafter seines Heimatlandes in Kasachstan. Ab August 2015 war er Botschafter in Aserbaidschan.

### Privates
Maklakovs ist verheiratet und Vater eines Sohnes. Neben seiner Muttersprache spricht er auch fließend Russisch und Englisch. Zu seinen Hobbys zählen Tennis und Jagen.

## Auszeichnungen
Neben zahlreichen Ehrungen der lettischen Streitkräfte und ihrer Verbündeten, erhielt Juris Maklakovs u. a. folgende staatliche Orden:
|  | Großoffizier des belgischen Leopoldsordens (2007)          |
|  | Großkreuz des Westhard-Ordens (2007)                       |
|  | Komtur des französischen Nationalen Verdienstordens (2011) |